# Шведское международное общество композиторов

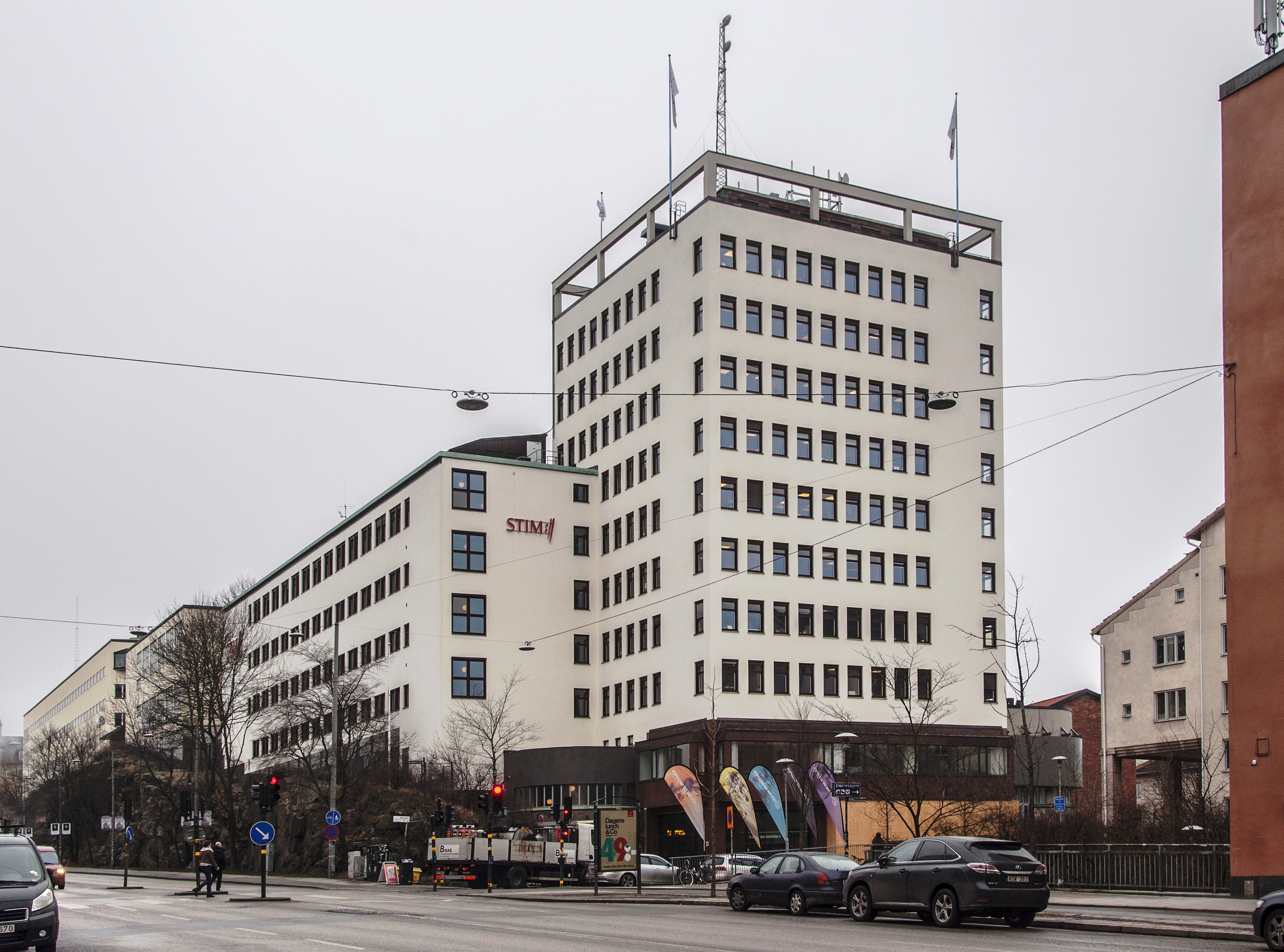
Офис STIM в Стокгольме

Шведское международное общество композиторов (Svenska Tonsättares Internationella Musikbyrå, STIM) -  общество по сбору авторских вознаграждений для распределения среди авторов песен, композиторов и музыкальных издателей.  Общество занимается сбором лицензионных платежей для своих членов, если их музыкальные произведения исполняются публично. 
Офис компании расположен в Стокгольме, Hornsgatan 103.
STIM было основано в 1923 году, за несколько до начала регулярного вещания Sveriges Radio. Изначально организация занималась сбором платы за проведение концертов классической музыки, но в дальнейшем общество охватило все музыкальные жанры. Лицензионные сборы с вещателей стали важным источником доходов общества. В настоящее время в состав организации входит более 71 000 членов. В 2003-2007 годах ежегодный оборот составлял более 1000 млн. шведских крон.
Шведский закон Об авторском праве (1960:729, глава 3А, раздел §42а–Ф) предоставляет пользователям право использовать музыкальные произведения в рамках  договора со STIM. Собранные взносы распределяются среди автором произведений, композиторов и  музыкальных издателей в индивидуальном размере.
STIM занимается авторскими правами через организацию NCB (Nordisk Copyright Bureau Explained), которая принадлежит компании STIM.
Швеция присоединилась к Бернской конвенции 1 августа 1904 года.
В своей работе STIM руководствуется Законом об охране авторских прав Швеции, Бернской конвенцией об охране литературных и художественных произведений и др. 

## Внешние ссылки
- Шведская исполнительских прав общества, STIM
- Шведский закон Об авторском праве, глава 3А
- http://musiksok.se/MUSTERM/u_STIM.html